# Josef Hafellner
Josef Hafellner (ur. 1951) – austriacki mykolog i lichenolog.

## Życiorys i praca naukowa
Ukończył studia na Uniwersytecie w Grazu z tytułem magistra w 1975, a w 1978 uzyskał stopień doktora broniąc pracy doktorskiej na temat rodzaju Karschia. W 2003 roku otrzymał habilitację. Przed przejściem na emeryturę był profesorem na Uniwersytecie w Grazu. W 2016 roku został odznaczony Medalem Achariusa za całokształt twórczości w lichenologii.
Hafellner zaczął interesować się porostami już jako student Uniwersytetu w Grazu. Jego zainteresowania badawcze obejmują klasyfikację i taksonomię porostów i grzybów oraz występowanie porostów w Alpach Wschodnich. Zgromadził kolekcję około 100 000 okazów, w tym około 8000 porostów. Jest autorem lub współautorem 289 publikacji naukowych.
W naukowych nazwach utworzonych przez niego taksonów dodawane jest jego nazwisko Hafellner.